# Het Rob-Rapport
Het Rob-Rapport was een Vlaams televisieprogramma dat in het voorjaar van 2004 op zondagavond op TV1 (tegenwoordig één) door Rob Vanoudenhoven werd gepresenteerd.

## Concept
Het Rob-Rapport was een praatprogramma waarbij Rob Vanoudenhoven enquêtes uitvoerde bij de gemiddelde Vlaming. Dit toonde hij ook door middel van sketches waar hij zelf deel van uitmaakte.

## Ontvangst
Ondanks dat het programma 1,5 miljoen kijkers haalde, werd het programma door de pers niet zo goed onthaald. In de tweede aflevering op 29 februari 2004 haalde het programma 1.626.158 kijkers.